# ヨハン・ミエセス
ヨハン・ミエセス（Johan Mieses、1995年7月13日 - ）は、ドミニカ共和国サントドミンゴ出身のプロ野球選手（外野手）。右投右打。
2021年開催の東京オリンピック 野球 銅メダリスト。

## 経歴

### プロ入りとドジャース傘下時代

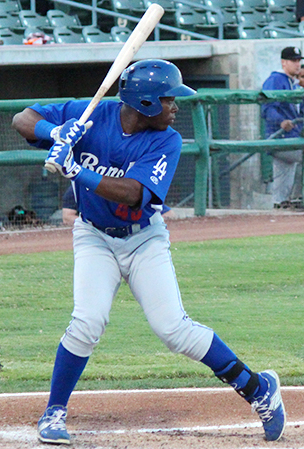
A-級ランチョクカモンガ・クエークス時代
（2015年8月）

2013年5月31日にロサンゼルス・ドジャースとマイナー契約を結び、プロ入り。 ルーキー級ドミニカ・サマーリーグ・ドジャースでプロデビューし、16試合に出場して打率.222を記録した。
2014年も引き続きDSLドジャースでプレーし、59試合で打率.299、5本塁打、24打点、29盗塁の成績を残した。
2015年はA級グレートレイクス・ルーンズとA+級（現A-級）ランチョクカモンガ・クエークスでプレーし、打率.260、11本塁打、39打点を記録した。
2016年は1年間ランチョクカモンガでプレーした。打率は.247を記録し、28本塁打と78打点はキャリアハイであった。
2017年はランチョクカモンガに加えて、初めてAA級タルサ・ドリラーズでもプレーし、打率.215、24本塁打、63打点を記録した。

### カージナルス傘下時代
2018年4月1日、ブレイビック・バレラとのトレードでセントルイス・カージナルスに移籍した。同年はA級パームビーチ・カージナルスとAA級スプリングフィールド・カージナルスでプレーし、122試合で打率.229、19本塁打、71打点の成績を残した。
2019年は前年に引き続きスプリングフィールドでプレーするとともに、初めてAAA級メンフィス・レッドバーズに昇格。118試合で打率.233、22本塁打、66打点の成績を記録した。オフの11月4日にFAとなった。

### レッドソックス傘下時代
2019年11月13日、ボストン・レッドソックスとマイナー契約を結んだ。
2020年はCOVID-19の影響でマイナーリーグのシーズンが中止となり、公式戦への出場はなかった。
2021年はAA級ポートランド・シードッグスで開幕を迎えた。6月にAAA級ウースター・レッドソックスへの昇格を果たした。シーズン中の7月9日には東京オリンピック本戦の野球ドミニカ共和国代表に選出された。同大会では元巨人のフアン・フランシスコらと共に打線の中軸を構成。8月3日に行われたイスラエルとの敗者復活戦では1点ビハインドの9回裏に同点ソロ本塁打を記録し、7日に行われた韓国との3位決定戦では8回表に呉昇桓から試合を決定づける2点本塁打を放つなど、ドミニカ共和国の銅メダル獲得に貢献した。オフの11月7日にFAとなった。
2022年1月4日に、レッドソックスとマイナー契約で再契約した。オフの11月10日にFAとなった。

### 阪神時代
2022年12月15日にNPBの阪神タイガースと契約を結んだことが発表された。推定年俸50万ドル（7000万円）の1年契約で、背番号は55。
2023年はオープン戦で本塁打を放つなど長打力でアピールした一方、守備力の低さを露呈した。開幕一軍を勝ち取ることはできず、5月5日に初めて出場選手登録されると、同日の広島東洋カープ戦で来日初本塁打を放った。1年目の成績は、60試合の出場で打率.222、5本塁打、16打点。11月30日に現状維持となる推定年俸50万ドル（7350万円）で残留することが発表された。
2024年は、怪我の影響で出遅れ、5月18日に登録されるが、14試合の出場で打率.111、0本塁打、0打点という成績だった。6月14日に出場選手登録を抹消されてからは再昇格の機会はなく、9月25日には翌年の戦力構想から外れたことが報じられ、オフの10月24日に自由契約選手公示がなされた。

## 選手としての特徴・人物
- メジャー出場経験はないものの、マイナーで通算140本塁打を放ったパワーが魅力[24]。ウースター時代の2021年6月4日には、球場付近を走る貨物列車に直撃する推定435フィート（132.6メートル）の特大本塁打を放ち話題になった[25]。
- 2023年に父が急死したため、4月9日に一時帰国[26]。5月5日の対広島戦で来日初本塁打を放ちヒーローインタビューに呼ばれた際には、父への感謝を述べている[27]。
- 真面目な性格であり、母国とは異なる日本の野球文化を学ぶため、二軍練習終了後に近隣の野球場で行われていた少年野球を観戦したことがある[28]。
- 愛称は「ミエちゃん」[29][30]。
- 「ギャルピース」がトレードマーク[31]。

## 詳細情報

### 年度別打撃成績
| 年 度    | 球 団    | 試 合 | 打 席 | 打 数 | 得 点 | 安 打 | 二 塁 打 | 三 塁 打 | 本 塁 打 | 塁 打 | 打 点 | 盗 塁 | 盗 塁 死 | 犠 打 | 犠 飛 | 四 球 | 敬 遠 | 死 球 | 三 振 | 併 殺 打 | 打 率 | 出 塁 率 | 長 打 率 | O P S |
| -------- | -------- | ----- | ----- | ----- | ----- | ----- | -------- | -------- | -------- | ----- | ----- | ----- | -------- | ----- | ----- | ----- | ----- | ----- | ----- | -------- | ----- | -------- | -------- | ----- |
| 2023     | 阪神     | 60    | 143   | 126   | 11    | 28    | 3        | 0        | 5        | 46    | 16    | 0     | 0        | 0     | 2     | 14    | 1     | 1     | 45    | 3        | .222  | .301     | .365     | .666  |
| 2024     | 阪神     | 14    | 19    | 18    | 1     | 2     | 0        | 0        | 0        | 2     | 0     | 0     | 0        | 0     | 0     | 1     | 0     | 0     | 5     | 1        | .111  | .158     | .111     | .269  |
| NPB：1年 | NPB：1年 | 74    | 162   | 144   | 13    | 30    | 3        | 0        | 5        | 48    | 16    | 0     | 0        | 0     | 2     | 15    | 1     | 1     | 50    | 3        | .208  | .284     | .333     | .617  |

- 2023年度シーズン終了時

### 年度別守備成績
| 年 度 | 球 団 | 外野（OF） | 外野（OF） | 外野（OF） | 外野（OF） | 外野（OF） | 外野（OF） |
| 年 度 | 球 団 | 試 合      | 刺 殺      | 補 殺      | 失 策      | 併 殺      | 守 備 率   |
| ----- | ----- | ---------- | ---------- | ---------- | ---------- | ---------- | ---------- |
| 2023  | 阪神  | 33         | 42         | 1          | 2          | 0          | .956       |
| NPB   | NPB   | 33         | 42         | 1          | 2          | 0          | .956       |

- 2023年度シーズン終了時

### 記録

#### NPB
初記録
- 初出場・初先発出場：2023年5月5日、対広島東洋カープ6回戦（MAZDA Zoom-Zoom スタジアム広島）、6番・右翼手で先発出場[32]
- 初打席：同上、1回表に遠藤淳志から空振り三振
- 初安打・初本塁打・初打点：同上、6回表に塹江敦哉から左中間越ソロ[33]

### 背番号
- 36（2021年東京オリンピック）
- 55（2023年 - 2024年）

### 登場曲
- Crazy In Love ft. JAY Z ‐ Beyoncé（2023年 - 同年途中）
- 可愛くてごめん ft. ちゅーたん〈CV:早見沙織〉 - HoneyWorks（2023年途中 ‐）

### 代表歴
- 2020年オリンピック野球ドミニカ共和国代表